# Emil Baaz
August Emil Baaz (i riksdagen kallad Baaz i Åby), född 27 mars 1845 i Fässbergs socken i Göteborgs och Bohus län, död där 12 februari 1910, var en svensk lantbrukare och riksdagsman.
Baaz var verksam som lantbrukare i Åby, söder om Mölndal. I riksdagen var han ledamot av andra kammaren 1893–1899 för Askims och Sävedals häraders valkrets. Som politiker representerade Baaz moderat-konservativt protektionistiska åsikter. Vid andrakammarvalet 1899 erhöll Baaz 16 elektorsröster i valkretsen och förlorade därmed sin riksdagsplats till Melcher Lyckholm som fick 22 elektorsröster. I riksdagen skrev han två egna motioner, en om bestämmelserna rörande lagfart på fast egendom och en om inskränkningar i utskänkningen av vin och öl.